# キガシラウミワシ

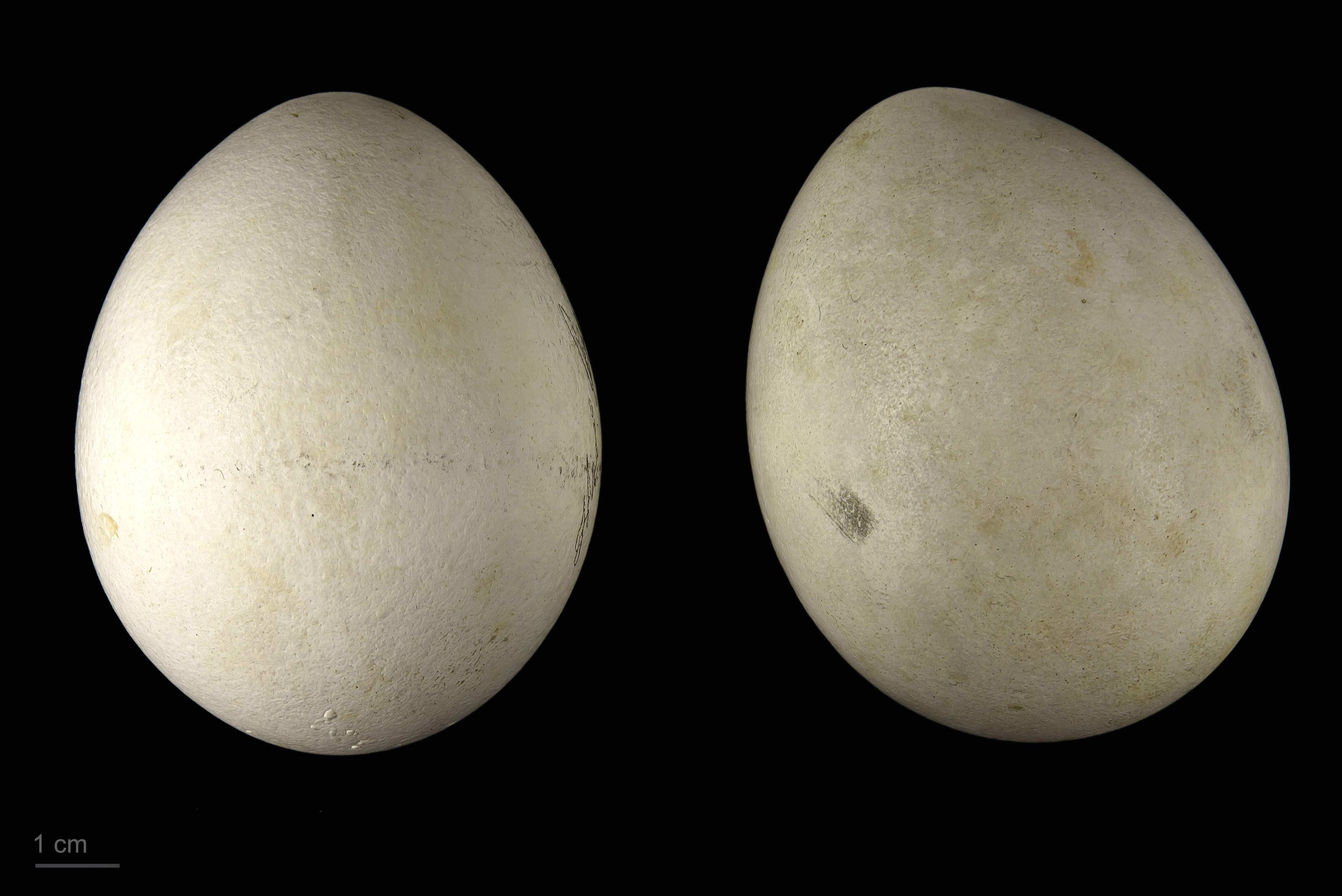
Haliaeetus leucoryphus

キガシラウミワシ（黄頭海鷲、学名:Haliaeetus leucoryphus）は、タカ目タカ科に分類される鳥。

## 分布
ユーラシア大陸中央部の温帯域で繁殖し、冬季には亜熱帯域で越冬する。

## 形態
全長72-84cm。体色は全体的に褐色で、頭部から首、胸部、腹部にかけては淡い褐色をしている。尾羽は黒褐色で、中央に1本の太い白帯がある。

## 生態
主に内陸部の大きな河川、湖沼、淡水の湿地などに生息する。
食性は動物食で、主に魚類を捕食する。

## 注
1. ↑  
Haliaeetusは, 新ラテン語で海鷲を表す。leucoryphusは、古代ギリシア語で白を表すleukosと、頭を表すcoryphaが合わさった言葉である。